# Astragalus multijugus
Astragalus multijugus är en ärtväxtart som beskrevs av Dc. Astragalus multijugus ingår i släktet vedlar, och familjen ärtväxter. Inga underarter finns listade i Catalogue of Life.